# Unison: Rebels of Rhythm and Dance
Pour les articles homonymes, voir Unison.
Unison : Rebels of Rhythm and Dance est un jeu de rythme de Tecmo sorti en 2001 sur  PlayStation 2.